# Blind River
Blind River (Rivière du Borgne) est une ville située dans la province de l'Ontario au Canada.

## Géographie
La ville est située au bord de la rive nord du lac Huron face à l'île Manitoulin à côté de la confluence de la rivière Mississagi et du lac Huron.

## Histoire
Le lieu fut arpenté par les trappeurs et coureurs des bois canadiens-français dès le XVIIIe siècle. En 1789, la Compagnie du Nord-Ouest, dont le siège est à Montréal, étend ses prospections pour la traite des fourrures dans la région de la rivière Mississagi. Elle établit un poste de traite qui prendra le nom de Blind River au cours du XIXe siècle.
À la rivière du Borgne, au milieu de la rive nord du lac Huron, la Compagnie de la Baie d’Hudson a établi un poste de traite vers 1850. En plus d’acheter des pelleteries, le magasin vend du thé, du sucre, du lard et de la farine. Puisque les pères jésuites Dominique de Ranquet et Joseph Hanipaux ont érigé une mission à l’île Manitouline, en vis-à-vis sur le chenal du Nord, en 1843, une mission est établie à la rivière du Borgne pour évangéliser les Autochtones et offrir des services spirituels aux voyageurs catholiques. En 1860, M. Salvaille, originaire de Sorel (Québec), met en opération un « petit moulin » et une maison de pension. Quelques demeures sont construites. La compagnie de William Murray achète le petit moulin en 1880, l’agrandit et intensifie la récolte. Murray accorde à « chaque employé […] un lopin de terre et du bois nécessaire pour bâtir sa propre demeure ». Le hameau grandit rapidement et c’est le propriétaire anglophone qui renomme l’endroit « Blind River ». Selon l’autrice Jacqueline Savard, c’est un « [p]remier pas, – hélas! – vers l’anglicisation contre laquelle les citoyens des années suivantes devaient tant lutter ». Murray construit une première voie ferrée du hameau au lac Matinenda pour conduire par « char-à-bras […] les bûcherons en pleine forêt ». Murray fait venir les provisions en bateau de Collingwood pour réduire les frais de la farine et du savon. La première locomotive du Canadien Pacifique passe en 1885. Les billes sont expédiées vers les États-Unis, mais la douane sur les billes et non sur la planche pousse les Frères Eddy, nouveaux propriétaires en 1900, à construire une scierie. Blind River connaît ainsi une importante croissance. Deux hôtels sont construits, une rue principale, un bureau de poste et des magasins. Une première chapelle est construite en 1895 par le père Joseph Brault pour les « quelques bucherons campés le long de la Rivière Borgne ». Elle devient la paroisse Sainte-Famille (1901) avec l’augmentation de la population. L’église inaugurée en 1903 est affiliée au diocèse du Sault-Sainte-Marie, fondé l’année suivante. Or, les curés et prêtres séculiers se succèdent les uns après les autres et ne restent pas plus qu’un an selon Savard :
La besogne était rude. De temps à autre le prêtre avait la consolation de recevoir au tribunal de la pénitence un vieux bûcheron endurci dans le péché cherchant humblement l’absolution. Quelquefois aussi les nouveaux pionniers se montraient réfractaires aux volontés de Dieux. Les épreuves ne manquaient pas à ces braves apôtres du Christ. La nouvelle paroisse était difficile à diriger malgré un inlassable dévouement de la part des curés et des fidèles. On se demanda même à certains moments si elle ne reviendrait pas mission.
L’arrivée du père Jean Carrière, ex-capucin, en septembre 1907 semble stabiliser la situation. La paroisse comprend alors environ 200 familles.
La municipalité, formée au tournant du siècle, élit son premier maire canadien-français, Angus Gagnon, en 1908, pour un mandat de deux ans[1]. C’est lui qui construit l’hôtel de ville, mais il faudra attendre 1928 pour qu’un autre Canadien français, Aimable Dubé, soit élu.
Des incendies ravagent la scierie White Pine en juin 1911 et le moulin Eddy en 1912. Un autre incendie ravage « quelque 23 maisons d’affaires et l’église Méthodiste » le 1er août 1916. La reconstruction se fait cette fois avec l’érection de deux « longues murailles d’édifices en brique et en pierre » pour protéger la rue principale. Sur la voie du Canadien Pacifique, il s’agit du « seul village important entre Sudbury et Sault-Ste-Marie ». Blind River compte environ 3 000 résidents, dont les deux tiers sont canadiens-français[4], six églises chrétiennes, une banque et quatre hôtels. La ville grandit tellement vite, qu’une première banlieue, « la Petite Algoma », émerge à l’est du village, en 1926, sur la route transcanadienne 17, nouvellement inaugurée. Un aqueduc et un hôpital sont construits par la ville et les Sisters of St. Joseph en 1928.

## Éducation
La première école publique est bâtie en 1901, avec trois classes. C’est en 1909 qu’une première école séparée, Saint-Joseph, est construite lorsque les Filles de la Sagesse acceptent d’y envoyer des institutrices. L'autrice Jacqueline Savard, écrivant son texte en 1952, ne fait aucune mention du règlement 17, qui entre en vigueur à l’automne 1913.   
La ville de Blind River est composée d'une importante minorité franco-ontarienne s'élevant autour de 20 % de la population. La ville possède trois écoles primaires dont une francophone (École Catholique St-Joseph) et deux collèges d'enseignement secondaire dont un francophone (École secondaire catholique Jeunesse-Nord).  

## Démographie
| 2001  | 2006  | 2011  | 2016  |
| ----- | ----- | ----- | ----- |
| 3 969 | 3 780 | 3 549 | 3 472 |